# There Is No Beginning to the Story
A There Is No Beginning to the Story a Bright Eyes harmadik középlemeze, amelyet 2002. május 6-án adott ki a Saddle Creek Records. A dalok eléggé elütnek egymástól: a From a Balance Beam és Loose Leaves számok inkább elektronikusak, viszont a Messenger Bird’s Song és a We Are Free Men akusztikusak. A 12”-es hanglemezes kiadás két további alkotást tartalmaz: az Army in a White Coat egy apa által saját lánya ellen elkövetett szexuális erőszakról szól; az Out on the Weekend pedig egy Neil Young-feldolgozás.
Az album a Saddle Creek Records 45. kiadványa.

## Számlista
Az összes dal szerzője a Bright Eyes. 
| 1.    | From a Balance Beam   | 3:41 |
| 2.    | Messenger Bird’s Song | 5:30 |
| 3.    | We Are Free Men       | 4:35 |
| 4.    | Loose Leaves          | 3:43 |
| 17:29 |                       |      |

| 5. | Army In the White Coat | 5:34 |
| 6. | Out on the Weekend     | 4:13 |

## Közreműködők

### Bright Eyes
- Conor Oberst – szöveg, gitár, zongora, rhodes
- Mike Mogis – elektromos gitár, cimbalom, mandolin, bendzsó, vibrafon, harangjáték, felvétel, keverés
- Andy LeMaster – szöveg, elektromos gitár, felvétel
- Casey Scott – basszusgitár, ütőhangszerek
- Clay Leverett – szöveg, dob
- Clark Baechle, Clint Schnase, Matt Focht, Mike Sweeney – dob
- Jason Flatowicz – harsona
- Jiha Lee – szöveg, fuvola
- Kris Brooks – zongora
- Margret Fish – fagott
- Maria Taylor – szöveg, zongora
- Matt Maginn – basszusgitár
- Orenda Fink – szöveg, trombita
- Roslyn Maginn – ütőhangszerek
- Simon Joyner – szöveg, tanácsok
- Stefanie Drootin – orgona
- Todd Baechle – szöveg

### Gyártás
- Doug Van Sloun – maszterelés
- Matt Magin – borító
- Zack Nipper – borító, dioráma

## Fordítás
Ez a szócikk részben vagy egészben  a   There Is No Beginning to the Story című angol Wikipédia-szócikk ezen változatának fordításán alapul.  Az eredeti cikk szerkesztőit annak laptörténete sorolja fel. Ez a jelzés csupán a megfogalmazás eredetét és a szerzői jogokat jelzi, nem szolgál a cikkben szereplő információk forrásmegjelöléseként.